# Agnetina praeusta
Agnetina praeusta és una espècie d'insecte plecòpter pertanyent a la família dels pèrlids.